# Digitale Kreuzschaltung
Eine Digitale Kreuzschaltung ist eine Kreuzschaltung, die mit Logikgattern realisiert wird.
Bei einer Kreuzschaltung kann ein Schaltvorgang durch drei oder mehr Schalter unabhängig voneinander erfolgen, beispielsweise das An- und Ausschalten einer Lampe. Hier wird lediglich die Version mit drei Schaltern abgehandelt.

## Wahrheitstabelle
| Schalter A | Schalter B | Schalter C | Lampe L |
| ---------- | ---------- | ---------- | ------- |
| 0          | 0          | 0          | 0       |
| 0          | 0          | 1          | 1       |
| 0          | 1          | 0          | 1       |
| 0          | 1          | 1          | 0       |
| 1          | 0          | 0          | 1       |
| 1          | 0          | 1          | 0       |
| 1          | 1          | 0          | 0       |
| 1          | 1          | 1          | 1       |

Wenn alle drei Schalter in der Position null sind, dann ist die Lampe ausgeschaltet (gerade Anzahl – null Schalter sind in der Position eins). Ist nur einer der drei Schalter in der Position eins, dann ist die Lampe angeschaltet (ungerade Anzahl). Sind zwei Schalter (gerade Anzahl) in der Position eins, dann ist die Lampe aus. Sind dagegen drei Schalter (ungerade Anzahl) in der Position eins, dann ist die Lampe an. Die dazugehörige Wahrheitstabelle steht rechts. Es handelt sich praktisch um eine Prüfung auf Ungeradzahligkeit der Anzahl der Einsen. Bei einer ungeraden Anzahl von eingeschalteten Schaltern ist der Stromkreis geschlossen.

## Karnaugh-Veitch-Diagramm

Bild 1 – Digitale Kreuzschaltung – Karnaugh-Veitch-Diagramm

Aus der Wahrheitstabelle kann die Disjunktive Normalform (DNF) abgelesen werden. Gelesen werden nur die Zeilen, in denen das Ergebnis eins ist (in der Tabelle rot markiert), also die 2., 3., 5. und 8. Zeile. Dort wo für die Eingangswerte A, B und C eine Eins steht, wird die Variable unverändert übernommen, während dort, wo für die Eingangswerte eine Null steht die negierte Form der Variable übernommen wird (Zeichen: „¬“). Beispiel: in der zweiten Zeile (grün markiert) steht A=0, B=0, C=1, daraus wird: ¬A ∧ ¬B ∧ C. Die logischen Ausdrücke der einzelnen Zeilen werden mit einem logischen ODER verknüpft (Zeichen: „∨“). Üblicherweise werden die UND-Operatoren (Zeichen: „∧“) zur Vereinfachung nicht mitgeschrieben, so dass ¬A ∧ ¬B ∧ C dasselbe wie ¬A¬BC bedeutet.
Die Disjunktive Normalform der Digitalen Kreuzschaltung lautet:

¬A¬BC ∨ ¬AB¬C ∨ A¬B¬C ∨ ABC.
Die DNF wird in das Karnaugh-Veitch-Diagramm (KV-Diagramm) eingetragen, um den logischen Ausdruck auf seine Minimalform zu kürzen (Bild 1). Da in diesem Fall die Einser-Felder nicht nebeneinander liegen, sondern sich nur an den Ecken berühren, können keine Zweiergruppen gebildet werden. In diesem Fall lässt sich der Term nicht weiter kürzen. Die DNF ist auch gleichzeitig der Minterm.

## Digitalschaltung

### Mit AND-, OR- und NOT-Gattern

Bild 2

Bild 2 zeigt die Umsetzung der Digitalen Kreuzschaltung (¬A¬BC ∨ ¬AB¬C ∨ A¬B¬C ∨ ABC) mit AND-, OR- und NOT-Gattern.

### Mit NOR-Gattern

Bild 3

Bild 4

Bild 3 zeigt die Umrechnung auf NOR, da in der Praxis digitale Schaltungen sehr häufig ausschließlich mit NOR-Gattern bzw. mit NAND-Gattern realisiert werden.
Bei der Umrechnung bedient man sich der De Morgansche Gesetze:
{\displaystyle {\begin{matrix}\neg {(a\wedge b)}=\neg {a}\vee \neg {b}\\\neg {(a\vee b)}=\neg {a}\wedge \neg {b}\end{matrix}}} oder {\displaystyle {\begin{matrix}{\overline {(a\wedge b)}}={\overline {a}}\vee {\overline {b}}\\{\overline {(a\vee b)}}={\overline {a}}\wedge {\overline {b}}\end{matrix}}}
und des gezielten Einsatzes der doppelten Negation: ¬¬(ABC) = ABC.
Bild 4 zeigt die dazugehörige Umsetzung der Digitalen Kreuzschaltung mit NOR-Gattern.

### Mit NAND-Gattern

Bild 5

Bild 6

Bild 5 zeigt die Umrechnung auf NAND, da in der Praxis digitale Schaltungen sehr häufig ausschließlich mit NOR-Gattern bzw. mit NAND-Gattern realisiert werden.
Bild 6 zeigt die dazugehörige Umsetzung der Digitalen Kreuzschaltung mit NAND-Gattern.